# Hiéroglyphe égyptien R25
Les deux arcs liés verticalement en hiéroglyphes égyptiens, sont classifiés dans la section R « Mobilier cultuel et emblèmes sacrés » de la liste de Gardiner ; cet hiéroglyphe y est noté R25.

## Représentation
Il représente deux arcs liés dos à dos dans un paquet avec les liens apparent, un des symboles de la déesse Neith. Il est translittéré N.t.
| R24 |

| R24 |

## Utilisation
| R25 |

| R25 |